# Княз Александър Дондуков (булевард в София)
„Княз Александър Дондуков“, по-известен само като „Дондуков“, е основен централен булевард в София. Наречен е на руския генерал и държавник, княз Дондуков-Корсаков, който има заслуги за изграждането на Княжество България, подкрепя всенародното движение на българския народ против решенията на Берлинския конгрес и участва в работата на Учредителното събрание и приемането на Търновската конституция.
Булевардът се простира от ЦУМ до моста „Чавдар“. Пресича се с някои основни пътища в София като бул. „Васил Левски“ и „Раковска“. Освен ЦУМ, други забележителности и значими сгради в София на „Дондуков“ са Партийният дом и Младежкият театър „Николай Бинев“. Непосредствено до булеварда се намира и Националната опера и балет и парка „Заимов“. В близост е УМБАЛ „Царица Йоанна – ИСУЛ“.

## История
Освобождението заварва улицата като криволичещ сокак. Получава името си през 1881 г. Източната му част (т.е. източно от днешния бул. „В. Левски“) през 1933 г. по решение на Софийската община е наречена бул. „Принц Карл Шведски" на председателя на шведския Червен кръст Принц Карл Шведски допринася за освобождаването на 150 000 български военнопленници и за облекчаване участта на децата на българските бежанци.
През 1901 г. през булеварда преминава една от първите трамвайни линии в града. Булевардът се застроява като търговска улица със сгради, чиито приземни етажи са магазини. След войните булевардът значително се променя. На мястото на двуетажните застройки израстват 3-4-етажни, а магазинната мрежа чувствително нараства. Сред първите забележителности на булеварда са сладкарниците „Охрид“, „Роза“, „Ница“, гранд-хотел „Панах“, магазин за захарни и шоколадови изделия „Бераха“, млекарница „Швейцария“ и други.
По време на социализма, източната част на бул. Дондуков (т.е. източно от днешния бул. Васил Левски) носи името бул. Ген. Бирюзов. 

## Забележителности
Северна страна
- Министерски съвет (№1)
- Къща на Георги Георгов (№13)
- Къща на Адолф Функ (№59) – построена през 1904 година по проект на арх. Киро Маричков [2], по-късно става известна като Клиниката на д-р Тричков[3][4], а през социализма нея се помещава централната администрация на Българския червен кръст, а днес – застрахователно дружество Алианц България
- 1 СОУ „Пенчо П. Славейков“[5] – (ул. Стара планина № 11)

Южна страна
- Администрация на Президента (№2)
- Бившият Партиен дом
- Младежки театър „Николай Бинев“
- Националната опера и балет (улица „Врабча“ №1)
- НАП (№52)
- Царските конюшни, сега филиал на Национална художествена академия (№56)
- Първа английска езикова гимназия (№60)